# Sonar
Sonar (okrajšava angleškega izraza sound navigation and ranging)  je tehnika, ki uporablja zvok za navigacijo, določanje položaja in komunikacijo. Je tudi splošen izraz za naprave, t.i. podvodne električne lokatorje, ki uporabljajo zvok pri določanju lokacije predmetov v vodi ali katerih drugih snoveh. Obstajata dve vrsti sonarja: pasivni in aktivni. Prvi deluje tako, da zvok iz okolice samo sprejema, druga pa zvok oddaja ter ga potem ko se ta odbije, sprejema.
Princip sonarja že milijone let uporabljajo živali (delfini, kiti, netopirji), na idejo, da bi se zvok dalo uporabiti za določanje potopljenih ladij, pa je prvi prišel Leonardo Da Vinci. Nato se na tem področju dolgo časa ni zgodilo nič. Prvi zametek bodočega sonarja se je pojavil v 19. stoletju, ko so zvon v slabem vremenu uporabljali kot nekakšen zvočni svetilnik ter z njim opozarjali posadke ladij na bližino obale in nevarne čeri. Ta tehnika pa je prav prišla tudi pri polarnih raziskavah, ko je odbiti zvok posadko ladje v slabem vremenu ali temni noči opozarjal na bližino velikih ledenih gora. Isto tehniko so leta 1912 uporabljali tudi na nesrečnem Titaniku.
Prvi patent za sonar je bil leta 1912 in 1913 podeljen britanskemu meteorologu in nemškemu fiziku. Medtem pa je nek Kanadčan v ZDA zgradil prvi sonar in ga leta 1914 tudi preizkusil za prenos morsejeve abecede in določanje lokacije predmetov v vodi. Izbruh prve svetovne vojne in boj proti nemškim podmornicam je dodatno spodbudil razvoj sonarja. Tako so Britanci med letoma 1916 in 1917 izdelali ASDIC, prvi zares uporabni aktivni sonar, ki je zmogel najti sovražnikovo podmornico. Do takrat so nemške podmornice iskali samo s pasivnim sonarjem, ki pa ni bil tako zelo učinkovit. Britancem so kmalu zatem sledili Američani, vendar pa njihov sistem vse do druge svetovne vojne ni bil nikoli tako dovršen kot britanski. V drugi svetovni vojni je bil sonar že dobro uveljavljeno orožje za boj proti podmornicam, ki so ga tekom vojne še dodatno izpopolnil. Takrat je bil angleški sonar (ASDIC) še posebno učinkovito orožje proti nemškim podmornicam. S svojim zloveščim piskanjem je spravljal nemške podmorničarje v blaznost. Po vojni pa so ga začeli uporabljati tudi v medicini, industriji in v znanosti.
Sonar deluje vse od področja infrazvoka pa do področja ultrazvoka. Katero valovno dolžino uporablja, je odvisno od namena uporabe. Najbolj se uporablja aktivni sonar. Ta deluje na principu oddanega in odbitega zvočnega valovanja. Tako imamo na eni strani oddajnik in sprejemnik, na drugi pa nek neznan objekt. Oddajnik odda zvok, ta potuje do neznanega objekta, se od njega odbije in nato potuje nazaj proti sprejemniku, ki ga sprejme. Tam se zvok obdela; na podlagi časa potovanja zvoka od oddajnika do sprejemnika je možno ugotoviti oddaljenost in smer gibanja neznanega objekta. Medtem pa pasivni sonar deluje tako, da samo sprejema zvoke iz okolice in jih ustrezno razvršča ter obdela. Slednjega veliko uporabljajo bojne podmornice, saj lahko aktivni sonar z oddajanjem zvoka izda položaj podmornice. Poleg vojaškega področja pa se uporablja tudi v biologiji pri raziskovanju morskih sesalcev, kot so kiti in delfini. Poleg tega se aktivni sonar veliko uporablja tudi na civilnem področju. Predvsem na področju ribištva in oceanografskih raziskavah. Uporabljajo ga tudi že skoraj vse večje ladje pri določanju globine morja. 
Sumi pa se, da sonar s svojim piskanjem tudi povzroča nasedanje kitov na obale. Velikokrat kiti nasedejo na obalo ravno v bližini vojaških ladij, posebno še ob manevrih. Ne ve pa se, ali to povzroča pisk kot zvok ali jih zmede pri njihovi eholokaciji, saj kiti tudi uporabljajo sonar kot npr. netopirji. 